# The Fades
The Fades è una serie televisiva britannica trasmessa nel 2011 su BBC Three e BBC HD.

## Trama
Paul è un teenager tormentato da sogni apocalittici e in grado di vedere gli spiriti dei morti, conosciuti come "Ombre", che lo circondano. Le Ombre non possono essere viste, sentite o toccate dagli esseri umani e sono ciò che è rimasto di quegli umani che sono morti, ma non sono stati accettati in Paradiso. Per questo motivo, le Ombre rimaste sulla Terra sono crudeli e vendicative nei confronti della razza umana.
Le Ombre hanno, però, trovato un modo per ritornare parzialmente umane, ma nessuno può vederle eccetto Paul e pochi altri chiamati "Angelici" che hanno la capacità di percepire le Ombre. Paul si trova nel bel mezzo di un conflitto tra gli Angelici e le Ombre per impedire che queste ultime riescano a ritrovare il contatto con la Terra e distruggano la razza umana.

## Episodi
| Stagione       | Episodi | Prima TV UK | Prima TV Italia |
| -------------- | ------- | ----------- | --------------- |
| Prima stagione | 6       | 2011        | inedita         |

## Personaggi e interpreti
- Paul Roberts, interpretato da Iain De Caestecker.
Il protagonista diciassettenne.
- Michael 'Mac' Armstrong, interpretato da Daniel Kaluuya.
Il migliore amico di Paul.
- Neil Valentine, interpretato da Johnny Harris.
Un Angelico e mentore di Paul.
- Sarah Etches, interpretata da Natalie Dormer.
Un'Ombra, ma in vita un'Angelica e moglie di Mark.
- Mark Etches, interpretato da Tom Ellis.
Il marito di Sarah e professore di storia di Paul.
- Anna Roberts, interpretata da Lily Loveless.
La sorella gemella di Paul.
- Jay, interpretata da Sophie Wu.
La migliore amica di Anna e interesse amoroso di Paul.
- John, interpretato da Ian Hanmore/Joe Dempsie.
L'antagonista principale.